# 奈良県道124号橿原神宮東口停車場飛鳥線
奈良県道124号橿原神宮東口停車場飛鳥線（ならけんどう124ごう かしはらじんぐうひがしぐちていしゃじょうあすかせん）は、奈良県橿原市から高市郡明日香村に至る一般県道である。

## 概要
橿原市久米町から高市郡明日香村大字奥山に至る。
住宅地を通るために狭小な区間が多く、明日香村内では交互信号による交通整理が実施されている。現道の北側にバイパス道路が建設中である。

### 路線データ
- 起点：橿原市久米町（近鉄橿原線・近鉄南大阪線・近鉄吉野線 橿原神宮前駅前）
- 終点：高市郡明日香村大字奥山（奥山交差点、奈良県道15号桜井明日香吉野線交点）

## 路線状況

### 重複区間
- 奈良県道208号山陵石川線（橿原市石川町・丈六交差点 - 橿原市石川町）
- 奈良県道274号明日香大和郡山自転車道線（高市郡明日香村大字飛鳥 - 高市郡明日香村大字飛鳥・甘樫丘東交差点）

### 道路施設

#### 橋梁
- 甘樫橋（飛鳥川、高市郡明日香村）

バイパス
- 小治田橋（飛鳥川、高市郡明日香村）

## 地理

### 通過する自治体
- 奈良県
  - 橿原市 - 高市郡明日香村

### 交差する道路
| 交差する道路                                                                   | 市町村名 | 市町村名 | 交差する場所 | 交差する場所                    |
| ------------------------------------------------------------------------------ | -------- | -------- | ------------ | ------------------------------- |
| 国道169号 奈良県道208号山陵石川線 重複区間起点                                 | 橿原市   | 橿原市   | 石川町       | 丈六交差点                      |
| 奈良県道208号山陵石川線 重複区間終点                                           | 橿原市   | 橿原市   | 石川町       |                                 |
| 奈良県道124号橿原神宮東口停車場飛鳥線 / 別線                                   | 高市郡   | 明日香村 | 大字豊浦     |                                 |
| 奈良県道274号明日香大和郡山自転車道線 重複区間起点                             | 高市郡   | 明日香村 | 大字飛鳥     |                                 |
| 奈良県道274号明日香大和郡山自転車道線 重複区間終点                             | 高市郡   | 明日香村 | 大字飛鳥     | 甘樫丘東交差点                  |
| 奈良県道124号橿原神宮東口停車場飛鳥線 / バイパス                               | 高市郡   | 明日香村 | 大字奥山     |                                 |
| 奈良県道15号桜井明日香吉野線                                                   | 高市郡   | 明日香村 | 大字奥山     | 奥山交差点 / 終点               |
| バイパス                                                                       |          |          |              |                                 |
| 国道169号 奈良県道133号戸毛久米線                                              | 橿原市   | 橿原市   | 久米町       | 神宮飛鳥口交差点 / バイパス起点 |
| 奈良県道124号橿原神宮東口停車場飛鳥線 / 別線 奈良県道206号豊浦大和八木停車場線 | 高市郡   | 明日香村 | 大字雷       |                                 |
| 奈良県道274号明日香大和郡山自転車道線                                          | 高市郡   | 明日香村 | 大字雷       |                                 |
| 奈良県道124号橿原神宮東口停車場飛鳥線 / 現道                                   | 高市郡   | 明日香村 | 大字奥山     | バイパス終点                    |

### 沿線
- 近鉄橿原線・近鉄南大阪線・近鉄吉野線 橿原神宮前駅
- 橿原市立畝傍中学校
- 甘樫丘
- 飛鳥寺
- 飛鳥坐神社
- 奈良文化財研究所飛鳥資料館